# Gina Rodriguez
Gina Alexis Rodriguez-LoCicero (sinh ngày 30 tháng 7 năm 1984) là một nữ diễn viên người Mỹ. Cô được biết đến với vai chính Jane Villanueva trong loạt phim truyền hình lãng mạn châm biếm Jane the Virgin (2014–2019) của The CW, cô đã nhận được giải Quả cầu vàng năm 2015.
Sinh ra và lớn lên ở Chicago, Rodriguez bắt đầu sự nghiệp của mình vào năm 2003 trong các tác phẩm sân khấu và xuất hiện lần đầu trên màn ảnh trong một tập của loạt phim truyền hình về thủ tục cảnh sát Law & Order. Bước đột phá của cô đến vào năm 2012, trong bộ phim ca nhạc-chính kịch độc lập Filly Brown. Cô tiếp tục tham gia các bộ phim như Deepwater Horizon: Thảm họa giàn khoan (2016), Ferdinand phiêu lưu ký (2017), Vùng hủy diệt (2018), Miss Bala (2019), Someone Great (2019) và Cuộc phiêu lưu của Scooby-Doo! (2020). Cô cũng lồng tiếng cho nhân vật chính của loạt phim hoạt hình phiêu lưu hành động Netflix Carmen Sandiego.

## Tiểu sử
Gina Alexis Rodriguez sinh ra ở Chicago, Illinois, là con gái út, cha mẹ là người Puerto Rico, Magali và Gino Rodriguez, một trọng tài quyền anh. Cô có hai chị gái và một anh trai. Cô lớn lên ở khu phố Belmont Cragin thuộc Phía Tây Bắc Chicago.
Năm 7 tuổi, Rodriguez biểu diễn tại vũ đoàn salsa Fantasia Juvenil. Rodriguez lớn lên theo Công giáo và học trung học tại St. Ignatius College Prep, nơi cô kém diễn viên hài John Mulaney hai năm. Cô đã tuyên bố rằng cô không tham dự "bữa tiệc của Jake McNamara", đây là chủ đề của một trong những mẩu tin của Mulaney. Cô tập trung vào nhảy salsa cho đến năm 17 tuổi khi cô bắt đầu diễn xuất nhiều hơn.
Ở tuổi 16, cô nằm trong số mười ba thanh thiếu niên được nhận vào Hợp tác Sân khấu của Đại học Columbia. Cô theo học Trường Nghệ thuật Tisch của NYU. Cô đã được đào tạo trong bốn năm tại Atlantic Theater Company và Experimental Theatre Wing, và lấy bằng Cử nhân Nghệ thuật năm 2005.
Cô đóng vai Frida Kahlo trong buổi ra mắt thế giới của Casa Blue ở Vương quốc Anh, trong vở kịch có tên The Last Moments in the Life of Frida Kahlo tại Nhà hát Sân khấu Hoa Kỳ.

## Sự nghiệp

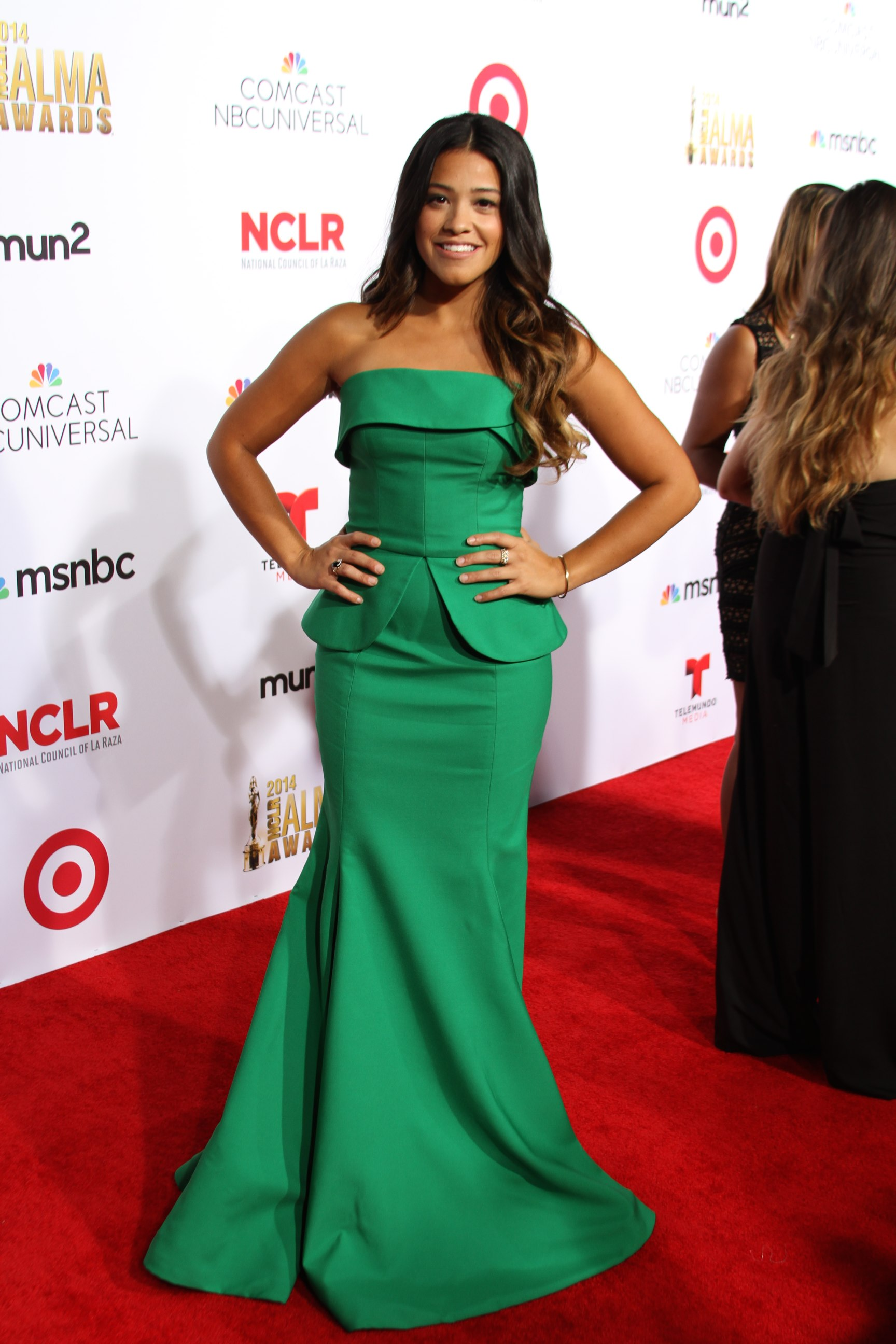
Rodriguez tại lễ trao giải Alma 2014

Rodriguez xuất hiện lần đầu trên màn ảnh trong một tập của Law & Order năm 2004. Sau đó, cô đã xuất hiện trong Eleventh Hour, Army Wives và The Mentalist. Vào ngày 19 tháng 10 năm 2011, Rodriguez đảm nhận vai diễn định kỳ, Beverly, trong loạt phim truyền hình dài tập The Bold and the Beautiful. Cô đã nhận được một vai trong bộ phim ca nhạc Go for It!, bộ phim mà cô đã nhận được đề cử Giải thưởng Imagen 2011.
Năm 2012, Rodriguez đóng vai nghệ sĩ hip-hop trẻ Majo Tenorio trong bộ phim ca nhạc-chính kịch độc lập Filly Brown, bộ phim mà cô đã giành được Giải thưởng Imagen. Cô đã nhận được đánh giá tốt cho vai diễn trong phim. Cô cũng là người nhận giải Nữ diễn viên chính xuất sắc nhất tại Liên hoan phim First Run ở New York. Vào ngày 9 tháng 6 năm 2013, Gina đã giành được Giải thưởng Inaugural Lupe. Vào ngày 16 tháng 4 năm 2013, trong một cuộc phỏng vấn, cô tiết lộ rằng cô đã được mời đóng một vai trong bộ phim truyền hình của Lifetime, Devious Maids nhưng đã từ chối. Ngày 16 tháng 10 năm 2013, cô tham gia dàn diễn viên của bộ phim Sleeping With The Fishes. Cô cũng đang thực hiện một album.
Vào ngày 27 tháng 2 năm 2014, Entertainment Weekly thông báo rằng Rodriguez sẽ đóng vai chính Jane Villanueva trong Jane the Virgin, bộ phim mà cô đã giành được Giải Quả cầu vàng. Vào ngày 4 tháng 6 năm 2014, Rodriguez tham gia dàn diễn viên của bộ phim chính kịch sắp quay Sticky Notes. Vào tháng 8 năm 2015, cô đồng nhận Giải thưởng Bình chọn dành cho Thanh thiếu niên 2015 với Ludacris và Josh Peck. Cô lồng tiếng cho Mary trong bộ phim hoạt hình The Star, được phát hành vào tháng 11 năm 2017, cũng như Una trong phim Ferdinand phiêu lưu ký của Blue Sky Studios một tháng sau đó và đóng vai Anya trong bộ phim kinh dị khoa học viễn tưởng Vùng hủy diệt, đóng cùng với Natalie Portman. Cô cũng lồng tiếng cho Carmen Sandiego trong loạt phim hoạt hình Netflix Carmen Sandiego được công chiếu vào ngày 18 tháng 1 năm 2019. Vào tháng 3 năm 2018, Netflix thông báo rằng họ đã mua bản quyền phim người thật đóng cho Carmen Sandiego và Rodriguez sẽ đóng vai Sandiego trong phim.
Rodriguez sở hữu công ty sản xuất I Can & I Will Productions. Cô đã làm việc trong các dự án tại CBS và CW tập trung vào cộng đồng người Latinh. Cô từng là nhà sản xuất và đóng vai chính trong bộ phim hài lãng mạn của Netflix năm 2019 Someone Great, trong đó nhân vật của cô ấy hát bài Truth Hurts của Lizzo, và nhảy trong bộ đồ lót, cuối cùng đã làm cho bài hát trở nên nổi tiếng hơn và đạt vị trí số một trên Billboard Hot 100.
Năm 2019, Rodriguez đóng vai chính trong bộ phim hành động kinh dị Miss Bala. Cùng năm đó, có thông báo rằng Rodriguez đã được chọn tham gia bộ phim kinh dị khoa học viễn tưởng sắp tới của Netflix Awake. Cô cũng lồng tiếng cho vai Velma Dinkley trong bộ phim phiêu lưu hoạt hình máy tính Cuộc phiêu lưu của Scooby-Doo!.
Rodriguez từng điều hành sản xuất cho chương trình Disney+ Diary of a Future President, nơi cô cũng đóng vai nhân vật chính khi trưởng thành. Cô đã được đề cử cho Giải Emmy dành cho Trẻ em và Gia đình cho Màn trình diễn khách mời xuất sắc trong mùa thứ hai của chương trình.

## Cuộc sống cá nhân
Trong một cuộc phỏng vấn, Rodriguez tiết lộ cô mắc bệnh Hashimoto, một bệnh về tuyến giáp, từ năm 19 tuổi.
Trong một cuộc phỏng vấn năm 2014, cô nói, "Tôi lớn lên theo Công giáo. Gia đình tôi là người Do Thái và tôi tham dự một nhà thờ Thiên chúa giáo ở Hollywood. Về cơ bản, tôi ở khắp mọi nơi."
Năm 2016, Rodriguez bắt đầu hẹn hò với nam diễn viên, người mẫu và võ sĩ MMA Joe LoCicero, người mà cô gặp trên phim trường Jane the Virgin. Vào ngày 7 tháng 8 năm 2018, Rodriguez xác nhận trong một cuộc phỏng vấn với Us Weekly rằng cô và LoCicero đã đính hôn. Ngày 4/5/2019, cặp đôi kết hôn.

## Từ thiện
Rodriguez ngày càng tham gia nhiều hơn vào các hoạt động từ thiện và các quỹ từ thiện khác nhau, nhờ khả năng nổi tiếng ngày càng tăng của cô với tư cách là một nữ diễn viên điện ảnh và truyền hình. Đáng chú ý nhất, cô đã tham gia vào nhiều tổ chức khác nhau vào năm 2015, từ CustomInk đến Naja Lingerie, tất cả những tổ chức mà Rodriguez đã tuyên bố đều có mối liên hệ đặc biệt với cuộc sống và trải nghiệm của cô ấy.

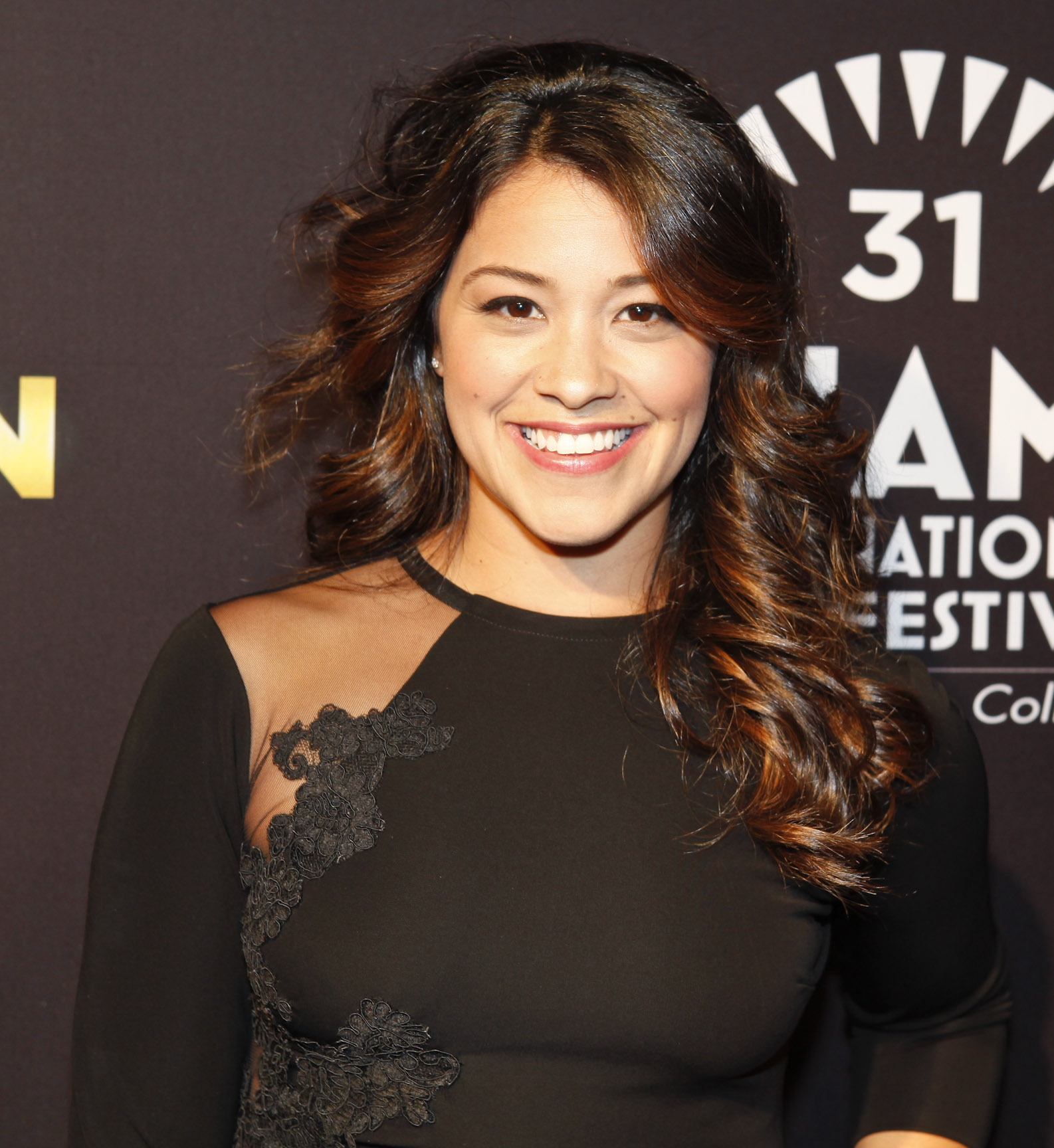
Gina Rodriguez tại buổi ra mắt phim Filly Brown ở Miami

Vào ngày 16 tháng 3 năm 2015, cô được công bố là thành viên mới của Hội đồng quản trị HSF (Quỹ học bổng Tây Ban Nha). HSF là tổ chức phi lợi nhuận lớn nhất của Mỹ hỗ trợ giáo dục đại học của người Mỹ gốc Tây Ban Nha. Vì học hành là ưu tiên lớn nhất trong gia đình Rodriguez, cùng với quyết tâm học tập để đạt được bằng cấp, cô đã cố gắng để nhận được học bổng HSF. Đối với vị trí của mình trong Hội đồng quản trị, Rodriguez sẽ giúp hỗ trợ HSF một cách vô song và có ý nghĩa, do đó đảm bảo rằng sứ mệnh của HSF sẽ tiếp tục hỗ trợ các giá trị ban đầu và cam kết đối với giáo dục. Rodriguez đã tuyên bố rằng đây là một cơ hội tuyệt vời để nói lời cảm ơn [với HSF] và giúp mở ra những cánh cửa cho các sinh viên người La tinh noi theo.
Cuối năm 2015, Trung tâm Phòng chống Bắt nạt Quốc gia của PACER (Liên minh Vận động Phụ huynh vì Quyền Giáo dục) đã hợp tác với CustomInk và tranh thủ sự giúp đỡ của nhiều người nổi tiếng, trong đó có Rodriguez, để quyên tiền cho "Chiến dịch Đối xử tốt với nhau" hàng năm lần thứ năm của họ. Trong suốt tháng 10 năm 2015, mọi người được khuyến khích mua áo phông dành cho người nổi tiếng từ CustomInk, họ sẽ quyên góp tất cả số tiền thu được từ áo phông ngăn chặn bắt nạt cho PACER. Rodriguez, khi thiết kế một chiếc áo phông dành cho người nổi tiếng có cụm từ "Lòng tốt luôn là phong cách" bằng chữ viết tay, ủng hộ lòng tốt, sự chấp nhận và hòa nhập để hỗ trợ phòng chống bắt nạt, đồng thời tuyên bố rằng cha mẹ cô luôn dạy [cô] sức mạnh của suy nghĩ tích cực và đối xử với người khác một cách tôn trọng. Cô cũng hy vọng thông qua Chiến dịch Hãy đối xử tốt với nhau, thông điệp như vậy sẽ tiếp tục được lan tỏa đến các thế hệ trẻ.
Cũng trong tháng 10 năm 2015, Rodriguez được công bố là đối tác của Naja, một dòng nội y được thành lập vào năm 2014 với tham vọng giúp đỡ phụ nữ và môi trường. Bởi vì Naja được hội nhập theo chiều dọc, do đó rút ngắn thời gian sản xuất lên đến 80%, nó cho phép tiết kiệm của công ty để mua sách học, bữa trưa và đồng phục cho con cái của nhân viên, đồng thời cũng nhấn mạnh vào môi trường làm việc linh hoạt. Chứng kiến những khó khăn của các bà mẹ đơn thân thông qua một người bạn thân thời đại học, Rodriguez muốn hỗ trợ một công ty chủ yếu tuyển dụng các bà mẹ đơn thân và cho phép họ làm việc tại nhà và chu cấp cho gia đình. Cô cũng trích dẫn cam kết của Naja trong việc tạo ra nội y cho phụ nữ ở mọi hình dạng và kích cỡ, đồng thời khuyến khích sự tự tin về cơ thể như một yếu tố để tham gia vào dòng nội y; thừa nhận rằng đó là một quá trình để cô ấy yêu cơ thể của chính mình, Rodriguez cũng nói về tầm quan trọng của việc trao quyền cho phụ nữ yêu cơ thể của chính họ và những gì họ mặc. Naja cũng có ý thức bảo vệ môi trường trong quá trình sản xuất, vì hơn một nửa số sản phẩm được làm từ chất liệu tổng hợp (như nylon)—được làm từ chai nhựa tái chế—và sử dụng in kỹ thuật số như một biện pháp thân thiện với môi trường hơn.
Năm 2016, Rodriguez được vinh danh trong danh sách SuperSoul 100 của Oprah về những người có tầm nhìn xa và các nhà lãnh đạo có ảnh hưởng. Năm 2017, Rodriguez, cùng với một số nghệ sĩ khác, đã hát trong đĩa đơn "Almost Like Praying". Được khơi dậy bởi Lin-Manuel Miranda, tác giả của vở nhạc kịch Hamilton, tất cả số tiền thu được từ bài hát đều mang lại lợi ích cho những người bị ảnh hưởng bởi cơn bão Maria ở Puerto Rico.

## Đóng phim

### Phim điện ảnh
| Năm  | Tiêu đề                                | Vai diễn                   | Chú ý                     |
| ---- | -------------------------------------- | -------------------------- | ------------------------- |
| 2008 | Calling It Quits                       | Người chơi ban ngày        |                           |
| 2008 | Ten: Thirty One                        | Cô Hàng Xóm                | Phim ngắn                 |
| 2009 | Osvaldo's                              | Ana Daisy                  | Phim ngắn                 |
| 2010 | Our Family Wedding                     | Phù dâu                    |                           |
| 2010 | Little Spoon                           | Mandy                      | Phim ngắn                 |
| 2011 | Go for It!                             | G                          |                           |
| 2012 | Filly Brown                            | Majo Tenorio               |                           |
| 2012 | California Winter                      | Ofelia Ramirez             |                           |
| 2013 | Interstate                             | Nayeli                     | Phim ngắn                 |
| 2013 | Enter the Dangerous Mind               | Adrienne                   |                           |
| 2013 | The Price We Pay                       | Medic (lồng tiếng)         | Phim ngắn                 |
| 2013 | Sleeping with the Fishes               | Alexis Fish                |                           |
| 2013 | Una Y Otra Y Otra Ve                   | Bạn gái                    | Phim ngắn                 |
| 2014 | Since I Laid Eyes                      | Ilene                      | Phim ngắn                 |
| 2014 | C'est Jane                             | Jane                       | Phim ngắn                 |
| 2016 | Sticky Notes                           | Natalia                    |                           |
| 2016 | Deepwater Horizon: Thảm họa giàn khoan | Andrea Fleytas             |                           |
| 2017 | The Star                               | Mary (Lồng tiếng)          |                           |
| 2017 | Ferdinand phiêu lưu ký                 | Una (lồng tiếng)           |                           |
| 2018 | Vùng hủy diệt                          | Anya Thorensen             |                           |
| 2018 | Chân Nhỏ, bạn ở đâu?                   | Kolka (lồng tiếng)         |                           |
| 2018 | Sharon 1.2.3.                          | Cindy                      |                           |
| 2019 | Miss Bala                              | Gloria Fuentes             |                           |
| 2019 | Someone Great                          | Jenny hồi trẻ              | Đồng thời là nhà sản xuất |
| 2019 | Andy's Song                            | Tavi                       | Phim ngắn                 |
| 2020 | Kajillionaire                          | Melanie Whitacre           |                           |
| 2020 | Cuộc phiêu lưu của Scooby-Doo!         | Velma Dinkley (lồng tiếng) |                           |
| 2021 | Awake                                  | Jill Adams                 |                           |
| 2022 | Tình yêu trở lại                       | Anne                       |                           |

### Phim truyền hình
| Năm          | Tiêu đề                          | Vai diễn                      | Chú ý                                                                            |
| ------------ | -------------------------------- | ----------------------------- | -------------------------------------------------------------------------------- |
| 2004         | Law & Order                      | Yolanda                       | Tập: "Enemy"                                                                     |
| 2005         | Jonny Zero                       | Rose                          | Tập: "La Familia"                                                                |
| 2008         | Law & Order                      | Inez Soriano                  | Tập: "Illegal"                                                                   |
| 2009         | Eleventh Hour                    | Robin                         | Tập: "Subway"                                                                    |
| 2010         | 10 Things I Hate About You       | Danica                        | Tập: "Meat Is Murder"                                                            |
| 2010         | Army Wives                       | Marisol Evans                 | 3 tập                                                                            |
| 2010         | My Super Psycho Sweet 16: Part 2 | Courtney Ramirez              | Phim truyền hình                                                                 |
| 2011         | Happy Endings                    | Rita                          | Tập: "Why Can't You Read Me?"                                                    |
| 2011         | The Mentalist                    | Elvia                         | Tập: "Pink Tops"                                                                 |
| 2011–12      | The Bold and the Beautiful       | Beverly                       | Vai diễn định kỳ; 15 tập                                                         |
| 2012         | No Names                         | Megan                         | 3 tập                                                                            |
| 2013         | Longmire                         | Lorna Dove                    | Tập: "Party's Over"                                                              |
| 2013         | Rizzoli & Isles                  | Lourdes Santana               | Tập: "Built for Speed"                                                           |
| 2014         | Wild Blue                        | Pilar Robles                  | Phim truyền hình                                                                 |
| 2014–19      | Jane the Virgin                  | Jane Villanueva               | Vai chính; 100 tập                                                               |
| 2016         | Lip Sync Battle                  | Chính cô                      | Tập: "Gina Rodriguez vs. Wilmer Valderrama"                                      |
| 2017         | Drop the Mic                     | Chính cô                      | Tập: "James Van Der Beek vs. Randall Park / Gina Rodriguez vs. Rob Gronkowski"   |
| 2018         | Đồn Brooklyn số 99               | Alicia                        | Tập: "Jake & Amy"                                                                |
| 2018         | Animals.                         | Người dẫn chuyện (lồng tiếng) | Tập: "Pigeons"                                                                   |
| 2018–đến nay | Big Mouth                        | Gina Alvarez (lồng tiếng)     | Vai diễn định kỳ; 12 tập                                                         |
| 2018–19      | Công chúa Elena xứ Avalor        | Công chúa Marisa (lồng tiếng) | 3 tập                                                                            |
| 2019–21      | Carmen Sandiego                  | Carmen Sandiego (lồng tiếng)  | Vai chính                                                                        |
| 2019         | Robot Chicken                    | Ginger (lồng tiếng)           | Tập: "Robot Chicken's Santa's Dead (Spoiler Alert) Holiday Murder Thing Special" |
| 2019         | RuPaul's Drag Race (mùa 11)      | Chính cô                      | Tập: "Dragacadabra"                                                              |
| 2020–21      | Diary of a Future President      | Tổng thống tương lai Elena    | Vai chính; cũng là giám đốc sản xuất                                             |
| 2022         | Lost Ollie                       | Momma                         | Vai chính                                                                        |

### Đạo diễn
| Năm           | Tiêu đề                     | Chú ý                   |
| ------------- | --------------------------- | ----------------------- |
| 2018–19       | Jane the Virgin             | 3 tập                   |
| 2019          | Charmed                     | Tập: "Witch Perfect"    |
| 2020–hiện tại | Diary of a Future President | 2 tập                   |
| 2021          | Doogie Kameāloha, M.D.      | Tập: "Talk-Story"       |
| 2022          | Good Sam                    | Tập: "Butt of the Joke" |

## Giải thưởng và đề cử
| Năm                                                  | Giải thưởng                                                    | Danh mục                                                                                   | Tác phẩm được đề cử         | Kết quả   | Ref.   |
| ---------------------------------------------------- | -------------------------------------------------------------- | ------------------------------------------------------------------------------------------ | --------------------------- | --------- | ------ |
| 2011                                                 | Giải thưởng Imagen                                             | Nữ diễn viên phụ xuất sắc nhất - Phim điện ảnh                                             | Go for It!                  | Đề cử     | [ 57 ] |
| 2012                                                 | Giải thưởng Imagen                                             | Nữ diễn viên chính xuất sắc nhất - Phim điện ảnh                                           | Filly Brown                 | Đoạt giải | [ 58 ] |
| 2013                                                 | Giải thưởng ALMA                                               | Thành tựu trong phim (cùng Edward James Olmos, Michael D. Olmos, and Lou Diamond Phillips) | Filly Brown                 | Đoạt giải | [ 59 ] |
| 2013                                                 | Khai mạc giải thưởng thành tựu đặc biệt Lupe                   | Người được vinh danh                                                                       | Gina Rodriguez              | Đoạt giải |        |
| 2014                                                 | Giải thưởng Imagen                                             | Nữ diễn viên chính/Phụ xuất sắc nhất - Phim điện ảnh                                       | Sleeping with the Fishes    | Đề cử     | [ 60 ] |
| 2014                                                 | Giải thưởng Hollywood dành cho giới trẻ                        | Ngôi sao đang lên của năm                                                                  | —                           | Đoạt giải | [ 61 ] |
| 2015                                                 | Giải Quả cầu vàng lần thứ 72                                   | Nữ diễn viên chính xuất sắc nhất – Phim ca nhạc hoặc hài kịch truyền hình                  | Jane the Virgin             | Đoạt giải | [ 62 ] |
| 2015                                                 | Giải thưởng truyền hình do các nhà phê bình lựa chọn lần thứ 5 | Nữ diễn viên xuất sắc nhất trong loạt phim hài                                             | Jane the Virgin             | Đề cử     | [ 63 ] |
| 2015                                                 | Giải thưởng EWwy                                               | Nữ diễn viên chính xuất sắc nhất – Hài kịch                                                | Jane the Virgin             | Đoạt giải | [ 64 ] |
| 2015                                                 | Hiệp hội các nhà phê bình truyền hình                          | Thành tựu cá nhân trong hài kịch                                                           | Jane the Virgin             | Đề cử     | [ 65 ] |
| 2015                                                 | Giải Gold Derby                                                | Nghệ sĩ đột phá của năm                                                                    | Jane the Virgin             | Đoạt giải | [ 66 ] |
| 2015                                                 | Giải Gold Derby                                                | Nữ diễn viên chính phim hài                                                                | Jane the Virgin             | Đề cử     | [ 66 ] |
| 2015                                                 | Giải thưởng Bình chọn dành cho Thanh thiếu niên 2015           | Bình chọn Nữ diễn viên truyền hình - Hài kịch                                              | Jane the Virgin             | Đề cử     | [ 67 ] |
| 2015                                                 | Giải thưởng Bình chọn dành cho Thanh thiếu niên 2015           | Bình chọn ngôi sao đột phá trên truyền hình                                                | Jane the Virgin             | Đề cử     | [ 67 ] |
| 2015                                                 | Giải thưởng Bình chọn dành cho Thanh thiếu niên 2015           | Bình chọn màn khóa môi trên truyền hình (with Justin Baldoni)                              | Jane the Virgin             | Đề cử     | [ 67 ] |
| 2015                                                 | Giải thưởng Imagen                                             | Nữ diễn viên chính xuất sắc nhất – Phim truyền hình                                        | Jane the Virgin             | Đoạt giải | [ 68 ] |
| 2015                                                 | Giải thưởng Hiệp hội Điện ảnh & Truyền hình Trực tuyến         | Nữ diễn viên xuất sắc nhất trong loạt phim hài                                             | Jane the Virgin             | Đề cử     | [ 69 ] |
| 2015                                                 | Giải thưởng Hình ảnh Phụ nữ                                    | Nữ diễn viên xuất sắc trong loạt phim hài                                                  | Jane the Virgin             | Đề cử     | [ 70 ] |
| 2015                                                 | Giải thưởng Dorian                                             | Giải thưởng Ngôi sao đang lên                                                              | —                           | Đoạt giải | [ 71 ] |
| 2015                                                 | Girl Power Media Role Model                                    | Người được vinh danh                                                                       | Jane the Virgin             | Đoạt giải |        |
| 2015                                                 | Gala trao giải tác động NHMC                                   | Người được vinh danh                                                                       | Jane the Virgin             | Đoạt giải |        |
| 2015                                                 | Giải thưởng cảm xúc                                            | Nữ diễn viên xuất sắc nhất                                                                 | Jane the Virgin             | Đoạt giải |        |
| 2016                                                 | Giải Quả cầu vàng lần thứ 73                                   | Nữ diễn viên chính xuất sắc nhất – Phim ca nhạc hoặc hài kịch truyền hình                  | Jane the Virgin             | Đề cử     | [ 72 ] |
| 2016                                                 | Giải thưởng hình ảnh NAACP lần thứ 47                          | Nữ diễn viên xuất sắc trong loạt phim hài                                                  | Jane the Virgin             | Đề cử     | [ 73 ] |
| 2016                                                 | Giải bình chọn của các nhà phê bình lần thứ 21                 | Nữ diễn viên xuất sắc nhất trong loạt phim hài                                             | Jane the Virgin             | Đề cử     | [ 74 ] |
| 2016                                                 | Giải thưởng vệ tinh                                            | Nữ diễn viên chính xuất sắc nhất – Phim ca nhạc hoặc hài kịch truyền hình                  | Jane the Virgin             | Đề cử     | [ 75 ] |
| 2016                                                 | Giải thưởng bình chọn dành cho Thanh thiếu niên 2016           | Bình chọn Nữ diễn viên hài truyền hình                                                     | Jane the Virgin             | Đề cử     |        |
| 2016                                                 | Giải thưởng Imagen                                             | Nữ diễn viên chính xuất sắc nhất – Truyền hình                                             | Jane the Virgin             | Đoạt giải | [ 76 ] |
| 2016                                                 | Giải thưởng CinemaCon                                          | Ngôi sao nữ của ngày mai                                                                   | —                           | Đoạt giải | [ 77 ] |
| 2016                                                 | Giải thưởng Đoàn kết nhân loại 4                               | Người được vinh danh                                                                       | Gina Rodriguez              | Đoạt giải |        |
| 2016                                                 | Giải thưởng Trận chiến hát nhép                                | Người biểu diễn                                                                            | Gina Rodriguez              | Đoạt giải |        |
| 2016                                                 | Giải thưởng cảm xúc                                            | Nữ diễn viên xuất sắc nhất                                                                 | Gina Rodriguez              | Đoạt giải |        |
| 2016                                                 | Thành tích của TVLine trong tuần                               | Người được vinh danh                                                                       | Gina Rodriguez              | Đoạt giải |        |
| 2017                                                 | Giải Quả cầu vàng lần thứ 74                                   | Nữ diễn viên chính xuất sắc nhất – Phim ca nhạc hoặc hài kịch truyền hình                  | Jane the Virgin             | Đề cử     | [ 78 ] |
| 2017                                                 | Giải bình chọn của mọi người lần thứ 43                        | Nữ diễn viên hài truyền hình được yêu thích nhất                                           | Jane the Virgin             | Đề cử     | [ 79 ] |
| 2017                                                 | Giải thưởng Điện ảnh & Truyền hình MTV 2017                    | Nam diễn viên xuất sắc nhất trong một chương trình                                         | Jane the Virgin             | Đề cử     | [ 80 ] |
| 2017                                                 | Giải thưởng bình chọn dành cho Thanh thiếu niên 2017           | Bình chọn Nữ diễn viên truyền hình - Hài kịch                                              | Jane the Virgin             | Đề cử     | [ 81 ] |
| 2017                                                 | Biểu tượng Tháng Di sản Tây Ban Nha                            | Người được vinh danh                                                                       | Jane the Virgin             | Đoạt giải |        |
| 2017                                                 | Giải thưởng Dự luật về Quyền Xã hội của ACLU                   | Người được vinh danh                                                                       | Jane the Virgin             | Đoạt giải |        |
| 2017                                                 | Giải kể chuyện                                                 | Nữ diễn viên xuất sắc nhất                                                                 | Jane the Virgin             | Đoạt giải |        |
| 2017                                                 | Giải kể chuyện                                                 | Tình bạn của Jane và Petra                                                                 | Jane the Virgin             | Đoạt giải |        |
| 2018                                                 | Giải thưởng Điện ảnh & Truyền hình MTV 2018                    | Nụ hôn đẹp nhất (with Justin Baldoni)                                                      | Jane the Virgin             | Đề cử     | [ 82 ] |
| 2018                                                 | Giải thưởng bình chọn dành cho Thanh thiếu niên 2018           | Bình chọn Nữ diễn viên truyền hình - Hài kịch                                              | Jane the Virgin             | Đoạt giải | [ 83 ] |
| 2018                                                 | Giải thưởng bình chọn dành cho Thanh thiếu niên 2018           | Bình chọn màn khóa môi trên truyền hình (with Justin Baldoni)                              | Jane the Virgin             | Đề cử     | [ 83 ] |
| 2018                                                 | Giải kể chuyện                                                 | Nữ diễn viên chính được yêu thích nhất trong loạt phim hài                                 | Jane the Virgin             | Đoạt giải |        |
| 2018                                                 | Giải thưởng của Tổ chức Eva Longoria                           | Người được vinh danh vì hoạt động                                                          | Gina Rodriguez              | Đoạt giải |        |
| 2018                                                 | Giả thưởng ALMA                                                | Giải thưởng vinh danh                                                                      | Jane the Virgin             | Đoạt giải |        |
| 2019                                                 |                                                                |                                                                                            | Jane the Virgin             |           |        |
| Thành tích của TVLine trong tuần                     | Người được vinh danh                                           | Đoạt giải                                                                                  | Jane the Virgin             |           |        |
| Giải thưởng Điện ảnh & Truyền hình MTV 2019          | Màn trình diễn xuất sắc nhất trong một buổi biểu diễn          | Đề cử                                                                                      | Jane the Virgin             |           |        |
| Giải thưởng Imagen                                   | Nữ diễn viên chính xuất sắc nhất – Truyền hình                 | Đề cử                                                                                      | Jane the Virgin             |           |        |
| Giải thưởng Bình chọn dành cho Thanh thiếu niên 2019 | Bình chọn Nữ diễn viên hài truyền hình                         | Đề cử                                                                                      | Jane the Virgin             | [ 84 ]    |        |
| Giải thưởng hình ảnh NAACP lần thứ 50                | Đạo diễn xuất sắc trong loạt phim hài ("Chương bảy mươi bốn")  | Đề cử                                                                                      | Jane the Virgin             | [ 85 ]    |        |
| 2022                                                 | Giải Emmy dành cho Trẻ em và Gia đình lần thứ nhất             | Thành tích khách mời xuất sắc                                                              | Diary of a Future President | Đề cử     | [ 86 ] |